# Hyderodes
Hyderodes là một chi bọ cánh cứng trong họ Dytiscidae.
Chi này được Hope miêu tả khoa học năm 1838.

## Các loài
Các loài trong chi này gồm:
- Hyderodes collaris Sharp, 1882
- Hyderodes crassus Sharp, 1882
- Hyderodes shuckardi Hope, 1838